# Hartford (Kansas)
Hartford és una població dels Estats Units a l'estat de Kansas. Segons el cens del 2000 tenia 500 habitants.

## Demografia
Segons el cens del 2000, Hartford tenia 500 habitants, 200 habitatges, i 125 famílies. La densitat de població era de 508 habitants/km².
Dels 200 habitatges en un 33% hi vivien nens de menys de 18 anys, en un 51% hi vivien parelles casades, en un 9,5% dones solteres, i en un 37,5% no eren unitats familiars. En el 33,5% dels habitatges hi vivien persones soles l'11,5% de les quals corresponia a persones de 65 anys o més que vivien soles. El nombre mitjà de persones vivint en cada habitatge era de 2,35 i el nombre mitjà de persones que vivien en cada família era de 3,06.
Per edats la població es repartia de la següent manera: un 26% tenia menys de 18 anys, un 5,8% entre 18 i 24, un 29,4% entre 25 i 44, un 24% de 45 a 60 i un 14,8% 65 anys o més.
L'edat mediana era de 39 anys. Per cada 100 dones de 18 o més anys hi havia 103,3 homes.
La renda mediana per habitatge era de 34.750 $ i la renda mediana per família de 37.212 $. Els homes tenien una renda mediana de 27.212 $ mentre que les dones 23.250 $. La renda per capita de la població era de 16.014 $. Entorn del 4,6% de les famílies i el 9,3% de la població estaven per davall del llindar de pobresa.

## Poblacions més properes
El següent diagrama mostra les poblacions més properes.